# Juan Kahnert
Juan Kahnert, född 4 mars 1928, död 3 september 2021, var en argentinsk friidrottare. Han deltog vid olympiska sommarspelen 1948.